# Cleome werdermannii
Cleome werdermannii là một loài thực vật có hoa trong họ Màng màng. Loài này được Ernst mô tả khoa học đầu tiên năm 1936.